# Bahnhof Dronten

Der Bahnhof Dronten ist ein Bahnhof in der niederländischen Stadt Dronten.
Der Bahnhof liegt in einem Industriegebiet im Norden von Dronten. Ein Teil des Bahnhofs liegt auf einem Viadukt. Insgesamt gibt es vier Gleise: Zwei Bahnsteiggleise mit je einem Außenbahnsteig und zwei Durchgangsgleise. Beide Bahnsteige sind über Treppen sowie einen Aufzug erreichbar teilweise überdacht.
Der Bahnhof liegt an der am 9. Dezember 2012 in Betrieb genommenen Hanzelijn, die Zwolle mit Lelystad verbindet.

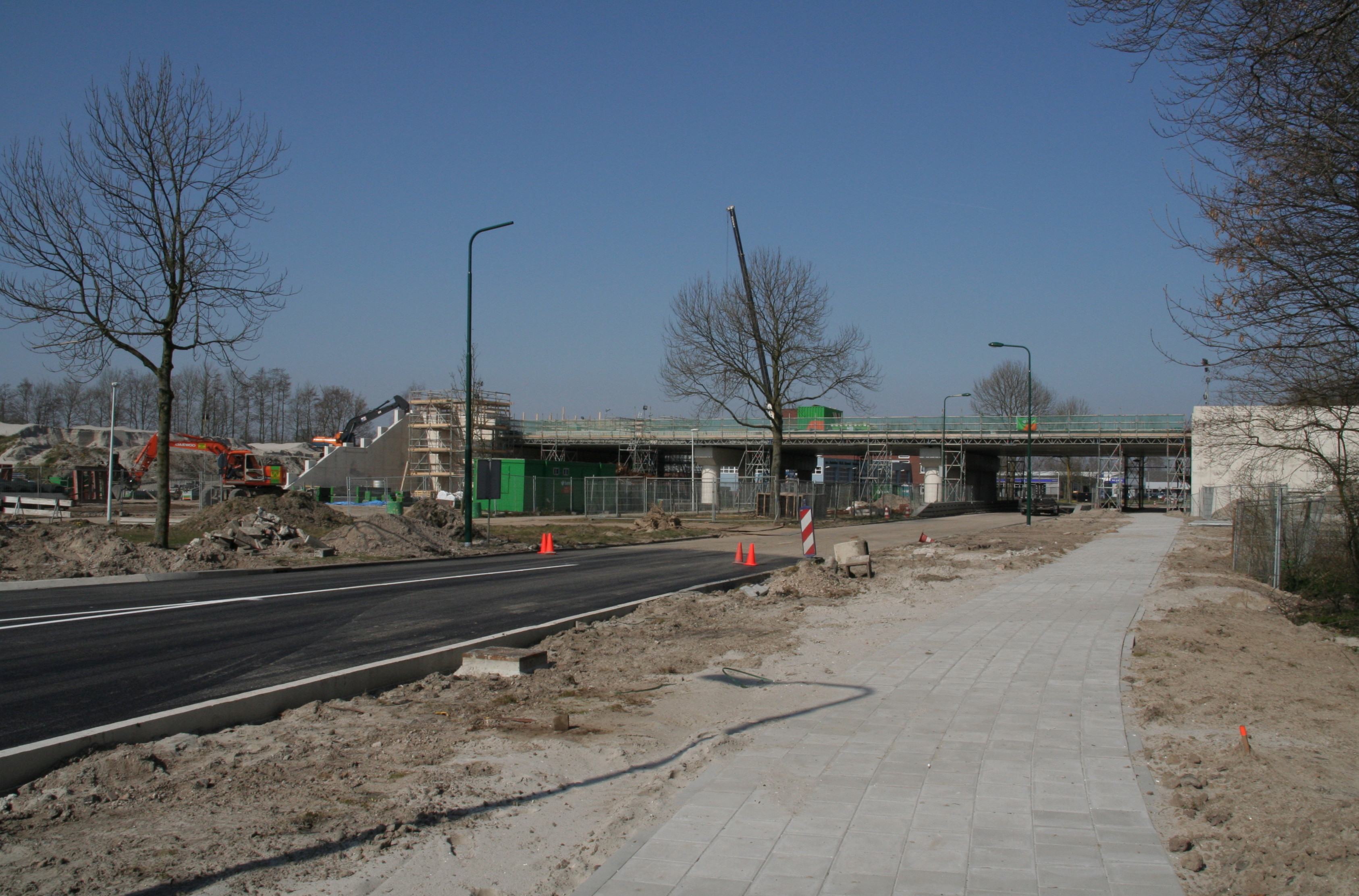
Bahnhof Dronten im Bau (April 2009)
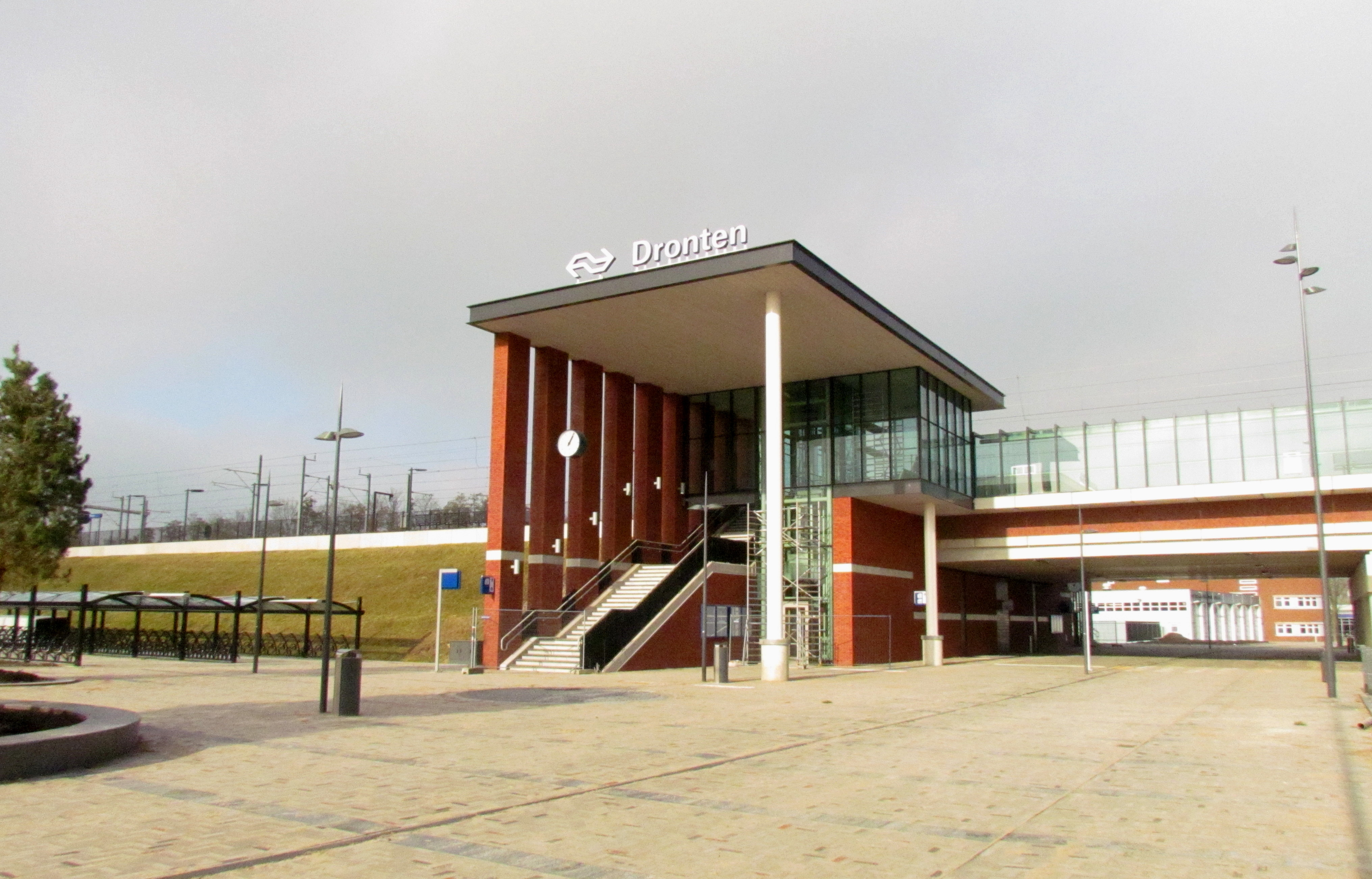
Haupteingang (2012)

## Verkehr
Im Jahresfahrplan 2024 bedienen folgende Linien den Bahnhof:
| Zugtyp    | Linienverlauf                                                                                 | Frequenz                                                                             |
| --------- | --------------------------------------------------------------------------------------------- | ------------------------------------------------------------------------------------ |
| Sprinter  | Leeuwarden – Meppel – Zwolle – Dronten – Lelystad Centrum                                     | stündlich zwischen Leeuwarden und Zwolle, ab 21 Uhr stündlich auf der ganzen Strecke |
| Intercity | Groningen – Assen – Zwolle – Dronten – Lelystad Centrum – Almere Centrum – Amsterdam Centraal | ein Zug am Freitag- und Samstagabend in Richtung Amsterdam                           |

Der Bahnhof wurde 2024 werktäglich durchschnittlich von 2931 Ein- und Aussteigern benutzt.